# Осово (Злотовський повіт)
Осово (пол. Osowo) — село в Польщі, у гміні Ліпка Злотовського повіту Великопольського воєводства.
Населення — 159 осіб (2011).
У 1975-1998 роках село належало до Пільського воєводства.

## Демографія
Демографічна структура станом на 31 березня 2011 року:
|          | Загалом | Допрацездатний вік | Працездатний вік | Постпрацездатний вік |
| -------- | ------- | ------------------ | ---------------- | -------------------- |
| Чоловіки | 79      | 17                 | 51               | 11                   |
| Жінки    | 80      | 13                 | 50               | 17                   |
| Разом    | 159     | 30                 | 101              | 28                   |